# Camp de concentració

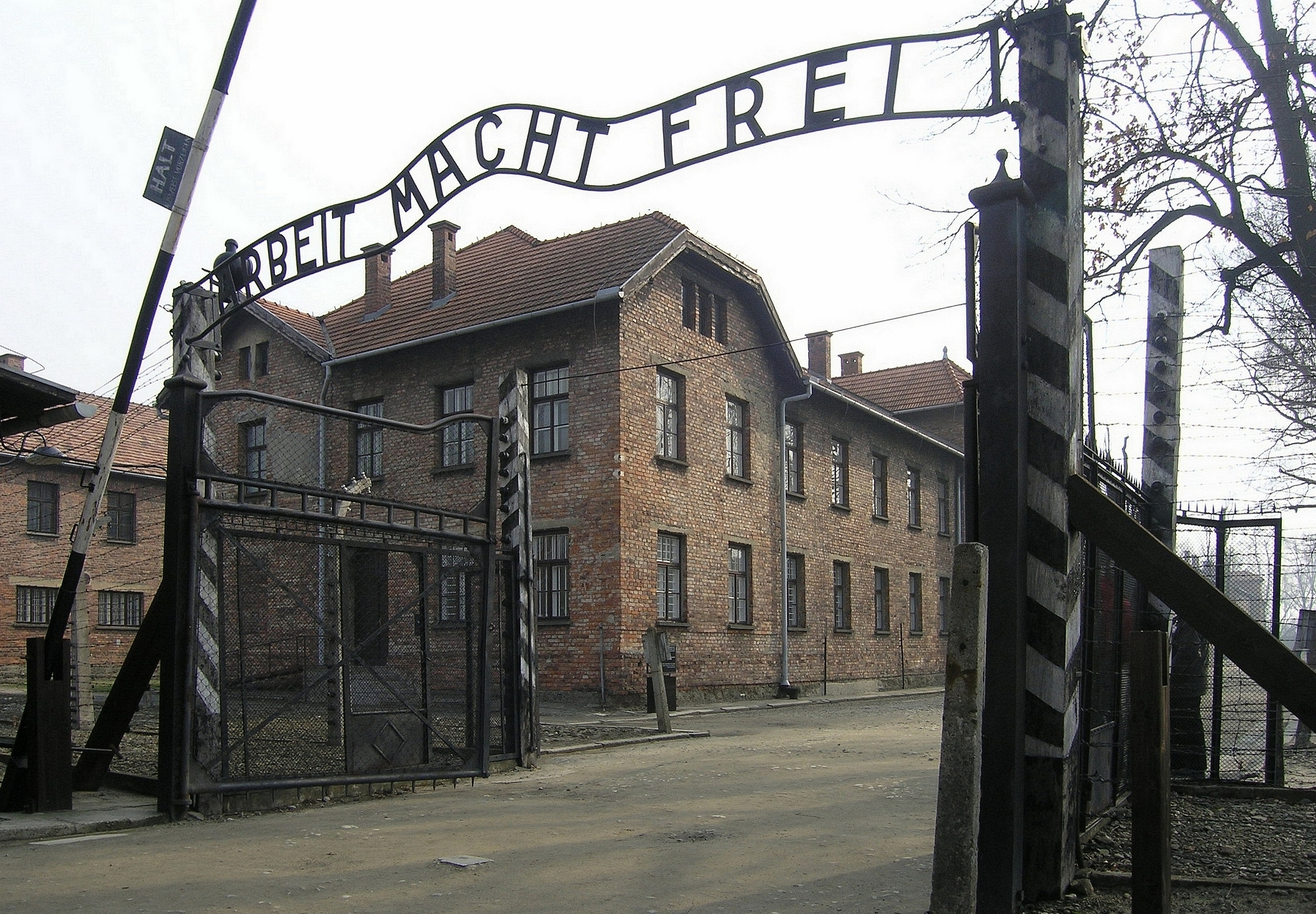
Entrada del camp de concentració d'Auschwitz

Un camp de concentració és una instal·lació destinada al confinament de persones, sense judici previ. Sol ser habitual en règims totalitaris, i s'han utilitzat per tancar-hi intel·lectuals i polítics dissidents, presoners de guerra, minories ètniques, grups religiosos, homosexuals, i altres grups de persones.
L'origen modern del terme procedeix dels camps de reconcentració que van construir les autoritats espanyoles a l'illa de Cuba durant la Guerra dels Deu Anys (1868-1878), imitats posteriorment pels Estats Units d'Amèrica durant la Guerra filipí-nord-americana (1899 -1902). L'expressió anglesa concentration camp es va popularitzar arran del seu ús per les autoritats britàniques durant la Segona Guerra dels Boers a Sud-àfrica, (1899-1902).
El cas més conegut, per la seva extensió i crueltat, és el dels camps de concentració nazis, on milions de persones, la majoria jueus, foren exterminats. També fou significatiu el gulag, el sistema de camps de concentració de la Unió Soviètica.
La 3a Convenció de Ginebra, de 1929, establia els camps de concentració com a sistema de confinament per presoners de guerra, i el tractament que havien de rebre. Després dels abusos comesos durant la Segona Guerra Mundial, la Quarta Convenció de Ginebra, de 1949, tracta de la protecció dels civils durant conflictes armats.

## Llista dels camps de concentració més destacables
A continuació s'enumeren els camps de concentració destacables per la quantitat de presos, pel seu paper en la història propera o per ser específics. Vegeu les categories relacionades per a més informació.

### Camps d'extermini, de concentració i de labor forçada delrègim nazi
Al llarg del segle XX l'internament de civils per part de diferents estats va anar sent més freqüent. El seu punt més alt va ser abans i durant la Segona Guerra Mundial amb els Camps de concentració nazis (1933-1945). Es van crear camps de concentració, de treball i d'extermini amb la finalitat de mantenir presos i exterminar a jueus, dissidents polítics, homosexuals, gitanos, eslaus, Testimonis de Jehová, criminals comuns, republicans espanyols emigrats, discapacitats, i altres col·lectius qualificats d'"inferiors" o "traïdors" pels dogmes nazis.
Com a resultat d'aquestes accions, el terme "camp de concentració" va adquirir moltes de les connotacions pròpies del camp d'extermini, i actualment és emprat sovint com a sinònim. D'aquesta manera, el "camp de concentració", originalment un eufemisme, ha estat reemplaçat per altres eufemismes com a camp d'internament o camp de reubicació, independentment de les circumstàncies concretes de cada camp.
Els camps amb més alt nombre de morts van ser Auschwitz-Birkenau, Treblinka, Belzec i Dachau, on morien 1000 persones per dia amb un total de 39 camps de concentració repartits per tota la zona ocupada. Alguns d'ells:
- Treblinka (Polònia)
- Camp d'extermini de Gusen (Àustria)
- Camp de concentració de Dachau (Alemanya)
- Auschwitz (Polònia)
- Belzec (Polònia)
- Bergen-Belsen (Alemanya)
- Buchenwald (Alemanya)
- Escola del Bullenhuser Damm (Alemanya)
- Camp de concentració de Neuengamme (Neuengamme Alemanya)
- Ravensbrück (Alemanya)
- Wittmoor (Alemanya)
- Camp de concentració de Stutthof (Polònia)
- Camp d'extermini de Chełmno (Polònia)
- Camp de Drancy, "camp d'internament" o "de trànsit" (França)
- Camp de concentració de Struthof-Natzweiler (França)
- Camp d'Aincourt, "camp d'internament" o "de trànsit" (França)
- Camp de Milles, "camp d'internament" o "de trànsit" (França)
- Bogdanovka[1]
- Dumanovka[1]
- Acmicetca[1]

### Camps de concentració de França - refugiats de la guerra civil espanyola
Vegeu Camps de concentració francesos
Aquests camps en alguns casos foren "reconvertits" o reutilitzats pels nazis en la França del règim de Vichy.
- Camps de concentració d'Argelers, Bram i Sant Cebrià (França)
- Camp de Gurs (França)
- Camp de Vernet (França)

### Camps de concentració o de labor forçada soviètics
- Els gulags soviètics

### Altres camps de concentració
- Camp de Dretelj (Croàcia)
- Camp d'Omarska (Bòsnia)
- Camp de Suomenlinna, Fortalesa de Suomenlinna, Patrimoni de la Humanitat, illes (Finlàndia)
- Funter Bay (Estats Units)
- Camp d'Ahmednagar (Índia)
- Camp de concentració d'Arbe (en croat: Koncentracijski logor Rab; en italià: Campo di concentramento per internati civili di Guerra – Arbe), illa de Rab (Croàcia), Segona Guerra Mundial (Itàlia)
- Camp de Tjihapit (Java)
- Camp 22 (Corea del Nord)
- Camp de Yodok (Corea del Nord)
- Camp de Sremska Mitrovica (en serbi: Казнено-поправни завод у Сремској Митровици / Kazneno-popravni zavod u Sremskoj Mitrovici) (Sèrbia)
- Camp de concentració de Camposancos (Espanya)
- Camp de concentració de Miranda de Ebro (Espanya)
- Diversos laogai (Xina)
- Camps de concentració per als japonesos americans als Estats Units.[2]
- Lager Norderney i Lager Sylt, els únics camps de concentració nazi construïts a Alderney, en sol britànic ocupat.[3]